# Renault Sport Series

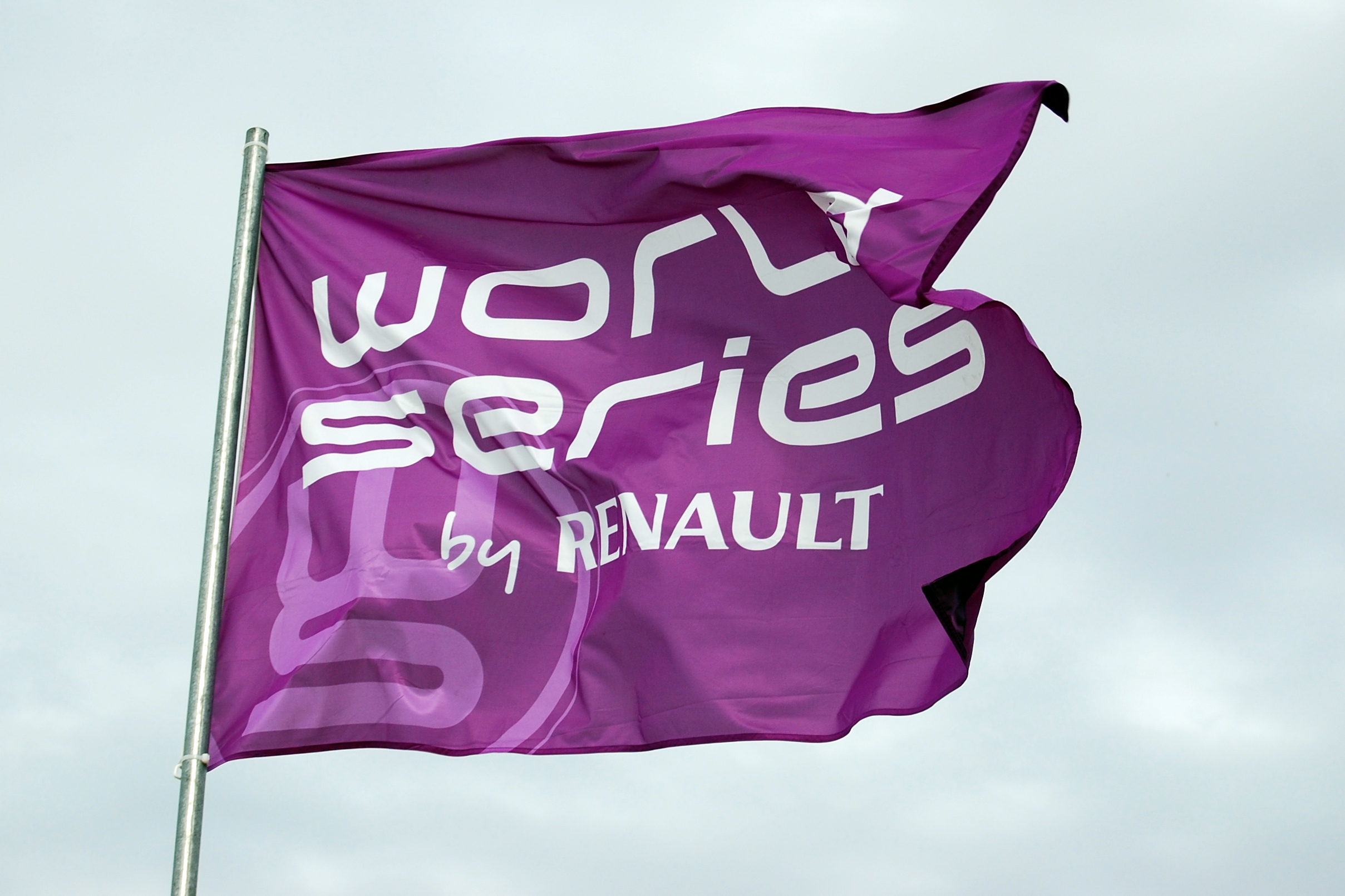
Logo der World Series by Renault

Die Renault Sport Series (von 2005 bis 2015 World Series by Renault) war eine Motorsportserie, die mehrere Meisterschaften umfasste. Die Hauptserie war von 2005 bis 2015 die Formel Renault 3.5. 2016 bestand die Veranstaltungsreihe aus dem Formel Renault 2.0 Eurocup und der Renault Sport Trophy. Ab 2021 wurde der Renault Eurocup mit der Formula Regional European Championship zusammengelegt, um als „Formula Regional European Championship by Alpine“ zu laufen.

## Geschichte
2003 hatte Renault die Formel Renault V6 Eurocup geschaffen, der in Konkurrenz zur World Series by Nissan stand. Der Formel Renault V6 Eurocup war Bestandteil der Super-Rennwochenenden des Fernsehsenders Eurosport. Zu diesem Format gehörte bereits die Tourenwagen-Europameisterschaft und die FIA-GT-Meisterschaft.
2005 stieg Renault aus dem Super-Rennwochenende von Eurosport aus und gründete eine Veranstaltungsreihe mit dem Namen World Series by Renault, die mit einer Mischung aus Monoposto und Tourenwagen ein ähnliches Konzept wie das Super-Rennwochenende verfolgte. Die Hauptserie der World Series by Renault bildete die Monoposto-Meisterschaft Formel Renault 3.5, die aus einer Fusion der World Series by Nissan mit dem Formel Renault V6 Eurocup hervorgegangen war. Hinzu kamen der Formel Renault 2.0 Eurocup, der als Unterbau der Formel Renault 3.5 diente, und die Eurocup Mégane Trophy, eine neu gegründete Tourenwagenserie. Die drei Meisterschaften bildeten bis 2013 in unveränderter Weise den Kern der World Series by Renault, die sich mit einem zuschauerfreundlichen Umwelt auszeichnete. Der Zutritt zu den Tribünen und dem Fahrerlager war kostenfrei und es gab ein umfassendes Rahmenprogramm. 2010 war der F4 Eurocup 1.6 einmalig Bestandteil der World Series by Renault und von 2011 bis 2014 zählte der Eurocup Clio dazu.
Nachdem die Eurocup Mégane Trophy zum Ende 2013 eingestellt worden war, wurde nach einer einjährigen Pause die Renault Sport Trophy, eine GT-Rennserie in das Veranstaltungskonzept aufgenommen. Zum Ende 2015 folgte ein großer Umbruch der Veranstaltungsreihe. Renault beendete die Ausrichtung der Formel Renault 3.5, die fortan nicht mehr Bestandteil der Reihe war und als Formel V8 3.5 weitergeführt wurde. In der Folgezeit wurde die Veranstaltungsreihe unter dem Namen Renault Sport Series weitergeführt.

## Rennserien im Rahmen der Series
Die folgende Auflistung enthält die Rennserien in chronologischer Ordnung, die zur World Series by Renault bzw. der Renault Sport Series zählten.
- Formel Renault 3.5 (2005–2015)
- Formel Renault 2.0 Eurocup (2005–2020)
- Eurocup Mégane Trophy (2005–2013)
- F4 Eurocup 1.6 (2010)
- Eurocup Clio (2011–2014)
- Renault Sport Trophy (2015–2016)